# Bones (xưởng phim)
Bones Inc. (株式会社 ボンズ Kabushiki Kaisha Bonzu) là một xưởng phim hoạt hình Nhật Bản. Xưởng phim này đã sản xuất nhiều series anime nổi bật như Fullmetal Alchemist, Học viện anh hùng, Noragami, Mob Pyscho 100, Bungo Stray Dogs, Gosick. Xưởng phim tọa lạc tại Igusa, Suginami, Tokyo.

## Lịch sử
Bones được thành lập bởi các nhân viên của Sunrise như Minami Masahiko, Ōsaka Hiroshi và Kawamoto Toshihiro vào tháng 10 năm 1998. Một trong những dự án đầu tiên của họ được cộng tác với Sunrise là Cowboy Bebop: Tengoku no Tobira, một bộ phim được dựa trên series anime Cowboy Bebop.
Năm 2007, hãng phim phải chịu đựng sự mất mát của đồng sáng lập Ōsaka Hiroshi, nổi tiếng với công việc thiết kế nhân vật trong các series như Kidō Senshi Victory Gundam, Kidō Butōden G Gundam và The Mars Daybreak. Ōsaka đã chiến đấu với căn bệnh ung thư, và đã qua đời vì căn bệnh này vào ngày 24 tháng 9 năm 2007; hưởng thọ 44 tuổi.
Bones được chia thành nhiều xưởng phim nhỏ để mỗi xưởng tập trung vào nhiều dự án riêng. Ví dụ Studio A (xưởng A) do nhà sản xuất Amano Naoki dẫn đầu với các tác phẩm như Noragami, Gosick, Wolf's Rain. Studio B tập trung vào Mob Psycho 100. Studio C do nhà sản xuất Oyabu Yoshihiro dẫn đầu, chủ yếu tập trung vào Học viện anh hùng, ngoài ra từng sản xuất Fullmetal Alchemist, Darker than Black. Studio D do Suzuki Mari dẫn đầu tập trung vào Bungo Stray Dogs. Studio E là xưởng phim mới nhất dẫn đầu bởi Watanabe Makoto.
Vào tháng 10 năm 2024, bộ phận sản xuất của Bones được tách ra và trở thành một công ty spinoff lấy tên là Bones Film Inc. (株式会社ボンズフィルム).

## Các dự án

### Phim truyền hình
| Tên                                                | Ngày lên sóng        | Ngày lên sóng        | Số tập | Ghi chú                                                                                     |
| Tên                                                | Bắt đầu              | Kết thúc             | Số tập | Ghi chú                                                                                     |
| -------------------------------------------------- | -------------------- | -------------------- | ------ | ------------------------------------------------------------------------------------------- |
| Karakuri Kiden Hiwō Senki                          | 24 tháng 10 năm 2000 | 1 tháng 5 năm 2001   | 26     | Tác phẩm nguyên tác, do Studio A sản xuất.                                                  |
| Kidō Tenshi Angelic Layer                          | 1 tháng 4 năm 2001   | 30 tháng 9 năm 2001  | 26     | Dựa trên manga của CLAMP, do Studio A sản xuất.                                             |
| RahXephon                                          | 21 tháng 1 năm 2002  | 10 tháng 9 năm 2002  | 26     | Tác phẩm nguyên tác, do Studio B sản xuất.                                                  |
| Wolf's Rain                                        | 6 tháng 1 năm 2003   | 29 tháng 7 năm 2003  | 30     | Tác phẩm nguyên tác, do Studio A sản xuất.                                                  |
| Scrapped Princess                                  | 8 tháng 4 năm 2003   | 7 tháng 10 năm 2003  | 24     | Dựa trên light novel của Sakaki Ichirō, do Studio B sản xuất.                               |
| Fullmetal Alchemist                                | 4 tháng 10 năm 2003  | 2 tháng 10 năm 2004  | 51     | Dựa trên manga của Hiromu Arakawa, do Studio C sản xuất.                                    |
| Kenran Butōsai The Mars Daybreak                   | 1 tháng 4 năm 2004   | 23 tháng 9 năm 2004  | 26     | Tác phẩm nguyên tác, do Studio B sản xuất.                                                  |
| Kurau Phantom Memory                               | 24 tháng 6 năm 2004  | 15 tháng 12 năm 2004 | 24     | Tác phẩm nguyên tác, do Studio A sản xuất.                                                  |
| Eureka Seven                                       | 26 tháng 4 năm 2005  | 5 tháng 4 năm 2006   | 51     | Tác phẩm nguyên tác, do Studio B sản xuất.                                                  |
| Ōran Kōkō Host Club                                | 4 tháng 4 năm 2006   | 27 tháng 9 năm 2006  | 26     | Dựa trên manga của Hatori Bisco, do Studio C sản xuất.                                      |
| Jū Ō Sei                                           | 13 tháng 4 năm 2006  | 22 tháng 6 năm 2006  | 11     | Dựa trên manga của Itsuki Natsumi, do Studio A sản xuất.                                    |
| Tenpō Ibun Ayakashi Ayashi                         | 7 tháng 10 năm 2006  | 31 tháng 3 năm 2007  | 25     | Tác phẩm nguyên tác, do Studio A sản xuất.                                                  |
| Darker than Black: Kuro no Keiyakusha              | 5 tháng 4 năm 2007   | 28 tháng 9 năm 2007  | 25     | Tác phẩm nguyên tác, do Studio C sản xuất.                                                  |
| Skull Man                                          | 28 tháng 4 năm 2007  | 21 tháng 7 năm 2007  | 13     | Dựa trên manga của Ishinomori Shotaro, do Studio B sản xuất.                                |
| Soul Eater                                         | 7 tháng 4 năm 2008   | 30 tháng 3 năm 2009  | 51     | Dựa trên manga của Ōkubo Atsushi, do Studio C sản xuất.                                     |
| Nijū Mensō no Musume                               | 12 tháng 4 năm 2008  | 27 tháng 9 năm 2008  | 22     | Dựa trên manga của Ohara Shinji, sản xuất cùng với Telecom Animation Film.                  |
| Fullmetal Alchemist: Brotherhood                   | 5 tháng 4 năm 2009   | 4 tháng 7 năm 2010   | 64     | Phần tiếp theo của Fullmetal Alchemist, do Studio D sản xuất.                               |
| Tokyo Magnitude 8.0                                | 9 tháng 7 năm 2009   | 17 tháng 9 năm 2009  | 11     | Tác phẩm nguyên tác, sản xuất cùng với Kinema Citrus.                                       |
| Darker than Black: Ryūsei no Gemini                | 8 tháng 10 năm 2009  | 25 tháng 12 năm 2009 | 12     | Phần tiếp theo của Darker Than Black, do Studio C sản xuất.                                 |
| Heroman                                            | 1 tháng 4 năm 2010   | 23 tháng 9 năm 2010  | 26     | Tác phẩm nguyên tác do Studio A sản xuất, có hợp tác với Stan Lee.                          |
| Star Driver: Kagayaki no Takuto                    | 3 tháng 10 năm 2010  | 4 tháng 4 năm 2011   | 25     | Tác phẩm nguyên tác, do Studio C sản xuất.                                                  |
| Gosick                                             | 7 tháng 1 năm 2011   | 2 tháng 7 năm 2011   | 24     | Dựa trên light novel của Sakuraba Kazuki, do Studio A sản xuất.                             |
| No. 6                                              | 8 tháng 7 năm 2011   | 15 tháng 9 năm 2011  | 11     | Dựa trên tiểu thuyết của Asano Atsuko, do Studio D sản xuất.                                |
| Un-Go                                              | 14 tháng 10 năm 2011 | 23 tháng 12 năm 2011 | 12     | Dựa trên tiểu thuyết Meiji Kaika Ango Torimonocho của Sakaguchi Ango, do Studio C sản xuất. |
| Eureka Seven AO                                    | 12 tháng 4 năm 2012  | 19 tháng 11 năm 2012 | 24     | Phần tiếp theo của Eureka Seven, do Studio A và Studio B đồng sản xuất.                     |
| Zetsuen no Tempest                                 | 4 tháng 10 năm 2012  | 28 tháng 3 năm 2013  | 24     | Dựa trên manga của Shirodaira Kyō, do Studio D sản xuất.                                    |
| Tenkai Knights                                     | 5 tháng 4 năm 2014   | 28 tháng 3 năm 2015  | 52     | Tác phẩm nguyên tác, dựa trên một dòng đồ chơi của Spin Master, do Studio C sản xuất.       |
| Space Dandy                                        | 4 tháng 10 năm 2014  | 26 tháng 3 năm 2014  | 13     | Tác phẩm nguyên tác, do Studio B sản xuất.                                                  |
| Noragami                                           | 5 tháng 1 năm 2014   | 23 tháng 3 năm 2014  | 12     | Dựa trên manga của Adachitoka, do Studio A sản xuất.                                        |
| Captain Earth                                      | 5 tháng 4 năm 2014   | 20 tháng 9 năm 2014  | 24     | Tác phẩm nguyên tác, do Studio C sản xuất.                                                  |
| Soul Eater Not!                                    | 8 tháng 4 năm 2014   | 2 tháng 7 năm 2014   | 12     | Dựa trên manga của Ōkubo Atsushi; ngoại truyện của Soul Eater, do Studio A sản xuất.        |
| Hitsugi no Chaika                                  | 9 tháng 4 năm 2014   | 25 tháng 6 năm 2014  | 12     | Dựa trên light novel của Sakaki Ichirō, do Studio D sản xuất.                               |
| Space Dandy II                                     | 6 tháng 7 năm 2014   | 28 tháng 9 năm 2014  | 13     | Phần tiếp của Space Dandy, do Studio B sản xuất.                                            |
| Hitsugi no Chaika: Avenging Battle                 | 8 tháng 10 năm 2014  | 10 tháng 12 năm 2014 | 10     | Phần tiếp theo của Hitsugi no Chaika, do Studio D sản xuất.                                 |
| Kekkai Sensen                                      | 4 tháng 4 năm 2015   | 4 tháng 10 năm 2015  | 12     | Dựa trên manga của Yasuhiro Nightow, do Studio A và Studio C đồng sản xuất.                 |
| Show by Rock!!                                     | 5 tháng 4 năm 2015   | 21 tháng 6 năm 2015  | 12     | Dựa trên một trò chơi điện tử cùng tên của Geechs và Sanrio, do Studio C sản xuất.          |
| Akagami no Shirayuki-hime                          | 6 tháng 7 năm 2015   | 21 tháng 9 năm 2015  | 13     | Dựa trên manga của Akidzuki Sorata, do Studio B sản xuất.                                   |
| Noragami Aragoto                                   | 2 tháng 10 năm 2015  | 25 tháng 12 năm 2015 | 13     | Phần tiếp theo của Noragami, do Studio A sản xuất.                                          |
| Concrete Revolutio: Chōjin Gensō                   | 4 tháng 10 năm 2015  | 27 tháng 12 năm 2015 | 13     | Tác phẩm nguyên tác, do Studio C sản xuất.                                                  |
| Akagami no Shirayuki-hime 2                        | 11 tháng 1 năm 2016  | 28 tháng 3 năm 2016  | 13     | Mùa hai của Akagami no Shirayuki-hime, do Studio B sản xuất.                                |
| Concrete Revolutio: Choujin Gensou - The Last Song | 3 tháng 4 năm 2016   | 17 tháng 6 năm 2016  | 11     | Phần tiếp theo của Concrete Revolutio, do Studio C sản xuất.                                |
| Học viện anh hùng                                  | 3 tháng 4 năm 2016   | 26 tháng 6 năm 2016  | 13     | Dựa trên manga của Horikoshi Kōhei, do Studio A sản xuất.                                   |
| Bungo Stray Dogs                                   | 6 tháng 4 năm 2016   | 22 tháng 6 năm 2016  | 12     | Dựa trên manga của Asagiri Kafka, do Studio D sản xuất.                                     |
| Show by Rock!! Short!!                             | 5 tháng 7 năm 2016   | 20 tháng 9, 2016     | 12     | Anime ngắn của Show by Rock!!, do Studio D sản xuất.                                        |
| Mob Psycho 100                                     | 11 tháng 7 năm 2016  | 27 tháng 9, 2016     | 12     | Dựa trên manga của One (họa sĩ manga), do Studio B sản xuất.                                |
| Bungo Stray Dogs 2                                 | 2 tháng 10, 2016     | 16 tháng 10, 2016    | 12     | Mùa thứ hai của Bungo Stray Dogs, do Studio D sản xuất.                                     |
| Show By Rock!! #                                   | 2 tháng 10, 2016     | 18 tháng 10, 2016    | 12     | Mùa thứ hai của Show By Rock!!, do Studio D sản xuất.                                       |
| Học viện anh hùng 2                                | 1 tháng 4, 2017      | 30 tháng 9, 2017     | 25     | Mùa thứ hai của Học viện anh hùng, do Studio C sản xuất.                                    |
| Kekkai Sensen & Beyond                             | 8 tháng 10, 2017     | 24 tháng 12, 2017    | 12     | Phần tiếp theo của Kekkai Sensen, do Studio B sản xuất.                                     |
| Học viện anh hùng 3                                | 7 tháng 4, 2018      | 9 tháng 9, 2018      | 25     | Mùa thứ ba của Học viện anh hùng, do Studio C sản xuất.                                     |
| Hisone to Maso-tan                                 | 13 tháng 4, 2018     | 29 tháng 6, 2018     | 12     | Tác phẩm nguyên tác, do Studio A sản xuất.                                                  |
| Mob Psycho 100 II                                  | 7 tháng 1, 2019      | 1 tháng 4, 2019      | 13     | Phần tiếp theo của Mob Psycho 100, do Studio B sản xuất.                                    |
| Carole & Tuesday                                   | 11 tháng 4, 2019     | 3 tháng 10, 2019     | 24     | Tác phẩm nguyên tác, do Studio A sản xuất.                                                  |
| Bungo Stray Dogs 3                                 | 12 tháng 4, 2019     | 28 tháng 6, 2019     | 12     | Mùa thứ ba của Bungo Stray Dogs, do Studio D sản xuất.                                      |
| Học viện anh hùng 4                                | 12 tháng 10, 2019    | 24 tháng 4, 2020     | 25     | Mùa thứ bốn của Học viện anh hùng, do Studio C sản xuất.                                    |
| SK8                                                | 10 tháng 1, 2021     | 4 tháng 4, 2021      | 12     | Tác phẩm nguyên tác, do Studio D sản xuất.                                                  |
| Bungou Stray Dogs Wan!                             | 13 tháng 1, 2021     | 31 tháng 1, 2021     | 12     | Ngoại truyện của Bungou Stray Dogs, đồng sản xuất với Nomad.                                |
| Học viện anh hùng 5                                | 27 tháng 3, 2021     | 25 tháng 9, 2021     | 25     | Mùa thứ năm của Học viện anh hùng, do Studio C sản xuất.                                    |
| Godzilla: Điểm dị thường                           | 1 tháng 4, 2021      | 24 tháng 6, 2021     | 13     | Tác phẩm nguyên tác, đồng sản xuất với Orange.                                              |
| Vanitas no Karte (phần 1)                          | 3 tháng 7, 2021      | 18 tháng 9, 2021     | 12     | Chuyển thể từ manga của Mochizuki Jun, do Studio A sản xuất.                                |
| Vanitas no Karte (phần 2)                          | 15 tháng 1, 2022     | 2 tháng 4, 2022      | 12     | Chuyển thể từ manga của Mochizuki Jun, do Studio A sản xuất.                                |
| Học viện anh hùng 6                                | 1 tháng 10, 2022     | 25 tháng 3, 2023     | 25     | Mùa thứ sáu của Học viện anh hùng, do Studio C sản xuất.                                    |
| Mob Psycho 100 III                                 | 6 tháng 10, 2022     | 25 tháng 12, 2022    | 12     | Phần tiếp theo của Mob Psycho 100 II, do Studio B sản xuất.                                 |
| Bungo Stray Dogs 4                                 | 4 tháng 1, 2023      | 29 tháng 3, 2023     | 13     | Mùa thứ bốn của Bungo Stray Dogs, do Studio D sản xuất.                                     |
| Bungo Stray Dogs 5                                 | 12 tháng 7, 2023     | 20 tháng 9, 2023     | 11     | Mùa thứ năm của Bungo Stray Dogs.                                                           |
| Metallic Rouge                                     | 11 tháng 1, 2024     | 4 tháng 4, 2024      | 13     | Tác phẩm gốc.                                                                               |
| Boku no Hero Academia (mùa 7)                      | 4 tháng 5, 2024      |                      |        | Mùa thứ bảy của Học viện anh hùng, do Studio C sản xuất.                                    |
| Katsute Mahō Shōjo to Aku wa Tekitai Shiteita      | 9 tháng 7, 2024      |                      |        | Chuyển thể từ manga của Fujiwara Cocoa.                                                     |
| Boku no Hero Academia Final Season (mùa 8)         | 2025                 |                      |        | Mùa cuối cùng của Học viện anh hùng, do Studio C sản xuất.                                  |
| Gachiakuta                                         | 2025                 |                      |        | Chuyển thể từ manga của Urana Kei.                                                          |
| SK8 (mùa 2)                                        |                      |                      |        | Phần tiếp theo của SK8, do Studio D sản xuất.                                               |

### Phim điện ảnh
Dưới đây liệt kê phim điện ảnh sản xuất bởi Bones, trong ngoặc là ngày chiếu phim và chú thích:
- Escaflowne (24 tháng 6, 2000; sản xuất bởi Studio A cùng  Sunrise)
- Cowboy Bebop: Tengoku no Tobira (1 tháng 9, 2001; sản xuất bởi Studio A cùng Sunrise)
- RahXephon: Tagen Hensōkyoku (19 tháng 4, 2003; sản xuất bởi Studio B)
- Fullmetal Alchemist: Conqueror of Shamballa (23 tháng 7, 2005; sản xuất bởi Studio C)
- Stranger Mukōhadan (29 tháng 9, 2007; sản xuất bởi Studio B)
- Kōkyōshihen Eureka Seven: Pocket ga Niji de Ippai (25 tháng 4, 2009; sản xuất cùng với Kinema Citrus)
- Series phim điện ảnh Towa no Quon, gồm sáu phần đều do Studio B sản xuất:

1. Utakata no Kabenhaos (混沌の蘭舞 Konton no Ranbu?) (18 tháng 6, 2011)
2. Konton no Ranbu (混沌の蘭舞?) (16 tháng 7, 2011)
3. Mugen no Renza (夢幻の連座?) (13 tháng 8, 2011)
4. Guren no Shoushin (紅蓮の焦心?) (10 tháng 9, 2011)
5. Souzetsu no Raifuku (双絶の来復?) (5 tháng 11, 2011)
6. Towa no Quon (永久の久遠?) (26 tháng 11, 2011)

- Fullmetal Alchemist: The Sacred Star of Milos/Hagane no Renkinjutsushi: Mirosu no Sei-naru Hoshi (2 tháng 7, 2011; sản xuất bởi Studio D)
- Un-Go episode:0 Inga chapter (19 tháng 11, 2011; sản xuất bởi Studio C)
- Star Driver: The Movie (9 tháng 2, 2013; sản xuất bởi Studio C)
- Kōkyōshihen Eureka Seven Hi-Evolution 1 (16 tháng 9, 2017; sản xuất bởi Studio E)
- Bungo Stray Dogs: Dead Apple (3 tháng 3, 2018; sản xuất bởi Studio D)
- Học viện siêu anh hùng: 2 người hùng (3 tháng 8, 2018; sản xuất bởi Studio C)
- Kōkyōshihen Eureka Seven Hi-Evolution 2: Anemone (11 tháng 11, 2018; sản xuất bởi Studio E)
- Học viện anh hùng: Thế kỷ mới của anh hùng (20 tháng 12, 2019; sản xuất bởi Studio C)
- Josee: Khi nàng thơ yêu (30 tháng 10, 2020; sản xuất bởi Studio D)
- My Hero Academia: World Heroes' Mission (6 tháng 8, 2021; sản xuất bởi Studio C)
- Kōkyōshihen Eureka Seven Hi-Evolution 3: Eureka (26 tháng 11, 2021; sản xuất bởi Studio E)
- Boku no Hero Academia the Movie: You're Next (2 tháng 8, 2024)[15]

### OVA
Dưới đây liệt kê OVA sản xuất bởi Bones, trong ngoặc là ngày phát hành:
- RahXephon: Kansoukyoku/Kanojo to Kanojo Jishin to - Thatness and Thereness (7 tháng 8, 2003)
- Wolf's Rain (23 tháng 1, 2004 – 25 tháng 2, 2004)
- Fullmetal Alchemist: Premium Collection (29 tháng 3, 2006)
- Tenpō Ibun Ayakashi Ayashi - Ayashi Shinkyoku (22 tháng 8, 2007 – 24 tháng 10, 2007)
- Darker than Black: Kuro no Keiyakusha - Sakura no Hana no Mankai no Shita (26 tháng 3, 2008)
- Fullmetal Alchemist Brotherhood (26 tháng 8, 2009 – 25 tháng 8, 2010)
- Prototype (2010)
- Darker than Black: Kuro no Keiyakusha - Gaiden (27 tháng 1, 2010–21 tháng 7, 2010)
- Eureka Seven AO: Jungfrau no Hanabana-tachi (20 tháng 9, 2012)
- Noragami (17 tháng 2, 2014 - 17 tháng 7, 2014)
- Hitsugi no Chaika: Nerawareta Hitsugi/Yomigaeru Iseki (10 tháng 3, 2015)
- Noragami Aragoto (17 tháng 11, 2015 – 17 tháng 3, 2016)
- Akagami no Shirayuki-hime: Nandemonai Takaramono, Kono Page (5 tháng 1, 2016)
- Kekkai Sensen: Ousama no Restaurant no Ousama (3 tháng 6, 2016)
- Eureka Seven AO: One More Time - Lord Don't Slow Me Down (1 tháng 10, 2017-2 tháng 3, 2017)
- Boku no Hero Academia: Sukue! Kyuujo Kunren! (4 tháng 4, 2017)
- Boku no Hero Academia: Training of the Dead (2 tháng 6, 2017)
- Kekkai Sensen & Beyond: Zapp Renfro Ingaouhouchuu!!/Baccardio no Shizuku (4 tháng 7, 2018)
- Bungou Stray Dogs: Hitori Ayumu (4 tháng 8, 2017)
- Mob Psycho 100: Dai Ikkai Rei to ka Sōdansho Ianryokō ~Kokoro Mitasu Iyashi no Tabi~ (25 tháng 9, 2019)[16]
- Sk8 the Infinity Extra Part (2025)[17]

### ONA
Dưới đây liệt kê ONA sản xuất bởi Bones, trong ngoặc là ngày phát hành:
- Xam'd: Lost Memories (16 tháng 7, 2008 – 3 tháng 2, 2009) - phát hành trên PlayStation Network, do Studio B sản xuất
- A.I.C.O. Incarnation (9 tháng 3, 2018) - phát hành trên Netflix, do Studio A sản xuất
- Biệt đội siêu gian (25 tháng 11, 2021) - phát hành trên Netflix, do Studio B sản xuất
- Time Patrol Bon (2024) - phát hành trên Netflix[18]

### Trò chơi điện tử
Dưới đây là danh sách trò chơi điện tử được Bones hỗ trợ phần hoạt ảnh:
- Robot Alchemic Drive (2002)
- Rahxephon Blue Sky Fantasia (2003)
- Fullmetal Alchemist and the Broken Angel (2003)
- Fullmetal Alchemist: Stray Rondo (2004)
- Fullmetal Alchemist: Sonata of Memories (2004)
- Fullmetal Alchemist: Curse of the Crimson Elixir (2004)
- Fullmetal Alchemist: Kami o Tsugu Shōjo ([2005)
- Eureka Seven vol. 1: The New Wave (2005)
- Eureka Seven vol. 2: The New Vision (2006)
- Soul Eater: Monotone Princess (2008)
- Fullmetal Alchemist: Prince of the Dawn (2009)
- Fullmetal Alchemist: Daughter of the Dusk (2009)
- Liberation Maiden (2012)
- Professor Layton vs. Phoenix Wright: Ace Attorney (2012)
- Phoenix Wright: Ace Attorney - Dual Destinies (2013)
- Persona 4: Dancing All Night (2015)
- Idolish7 (2015) - sản xuất hoạt ảnh cho hai MV "MEMORiES MELODiES" và "DAYBREAK INTERLUDE"